# Cent cinc
El nombre 105 (CV) és el nombre natural que segueix el nombre 104 i precedeix el nombre 106.
La seva representació binària és 1101001, la representació octal 151 i l'hexadecimal 69.
La seva factorització en nombres primers és 3×5×7; altres factoritzacions són 1×105 = 3×35 = 5×21 = 7×15.
És el nombre triangular d'ordre 14; és un nombre 3-gairebé primer: 7 X 3 X 5 = 105.

## En altres dominis
- És el nombre atòmic del dubni